# Крістоф цу Штольберг-Штольберг
Граф Крістоф Клеменс Йоганнес Баптіста Губертус Марія цу Штольберг-Штольберг (нім. Christoph Clemens Johannes Baptista Hubertus Maria Graf zu Stolberg-Stolberg; 22 січня 1888, Марсберг — 3 липня 1968, Арнсберг) — німецький офіцер, генерал-майор вермахту.

## Біографія
Син власника лицарської мизи і політика графа Германа Йозефа цу Штольберг-Штольберга (1854-1925) і його дружини Марії, уродженої графині фон Вальтеркірхен (1854-1918). Учасник Першої світової війни. Після демобілізації армії залишений в рейхсвері. З 26 серпня 1939 року — командир 159-го піхотного полку. 15 березня 1943 року відправлений у резерв ОКГ, з 29 березня по 22 квітня проходив курс командира дивізії. З 1 липня 1943 року — заступник командира дивізії №160. З 1 серпня 1943 року — командир 721-го східного з'єднання особливого призначення. 15 лютого 1944 року відряджений в групу армій «D». З 1 квітня 1944 року — командир 136-ї дивізії особливого призначення.

## Сім'я
27 вересня 1916 року одружився з графинею Ідою фон Орсіні унд Розенберг (1891-1955). В пари народились 2 дочки (1919 і 1920).

## Звання
- Доброволець (6 жовтня 1914)
- Лейтенант (28 червня 1915) — патент від 19 грудня 1913 року.
- Обер-лейтенант (1 січня 1924)
- Ротмістр (1 серпня 1927)
- Гауптман (1 жовтня 1928)
- Майор (1 вересня 1934)
- Оберст-лейтенант (1 березня 1937)
- Оберст (1 березня 1940)
- Генерал-майор (1 вересня 1943)

## Нагороди
- Залізний хрест 2-го і 1-го класу
- Почесний хрест ветерана війни з мечами
- Медаль «За вислугу років у Вермахті» 4-го, 3-го і 2-го класу (18 років)
- Застібка до Залізного хреста
  - 2-го класу (20 квітня 1940)
  - 1-го класу (8 травня 1940)